# Cheongsam

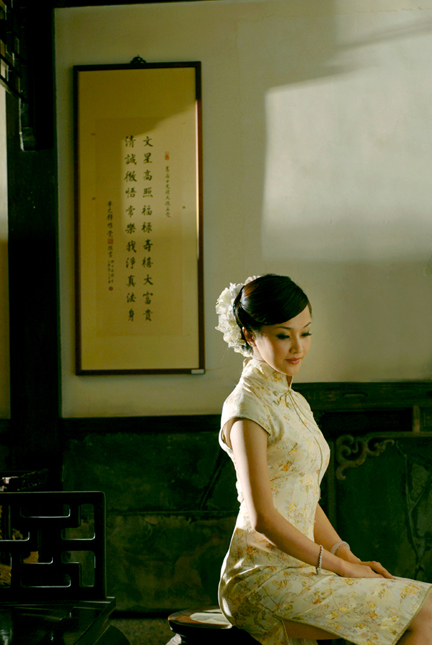
Žena v čchi-pchao

Čeongsam, též Cheongsam nebo také Čchi-pchao (čínsky 旗袍, Qipao), je typ dokonale padnoucích šatů mandžuského původu. Jedná se o přiléhavé šaty s vysokým límcem a s rozparkem sukně na boční straně. Originální šaty byly vyrobeny z čistého hedvábí. Byly zdobeny tenkou krajkou a květinovými vzory.

## Terminologie
Mandarínské slovo Qipao 旗袍 i Kantonské slovo Cheongsam se používají k označení podobných (často stejných) oděvů. Zatímco Qipao má své kořeny v mandarínsky mluvícím severu (paozi 袍子 – dlouhé šaty), Cheongsam (coeng4 saam1 長衫) je z jihu, přičemž saam1 je zřetelně kantonské slovo, které znamená „šaty“, a coeng4 znamená „dlouhý“. Klíčový rozdíl spočívá v tom, že Cheongsam označuje dlouhé šaty pro muže i ženy. Zatímco Qipao se vztahuje pouze na ženské šaty.
V Hongkongu, kam mnoho šanghajských krejčích uprchlo po komunistické revoluci v roce 1949, se slovo „cheongsam“ stalo genderově neutrálním a označovalo jak mužské, tak ženské oděvy. Slovo „qipao“ se stalo formálnějším výrazem pro ženský Cheongsam. Používání výrazu „cheongsam“ v západních zemích se většinou řídilo původním kantonským významem a vztahuje se pouze na šaty, které nosí pouze ženy.

## Historie
Během dynastie Qing (Čching) na počátku 16. století vytvořil náčelník Nurhači systém Osmi korouhví. Bojovníci byli organizováni do osm různých společností, každá s vlastní vlajkou nebo praporem. Tato mocná vojenská organizace měla sloužit k dobytí celé Číny a zajištění vlády Mandžuska. Mandžuové, etnická menšina v Číně, a každý, kdo žil v systému Osmi korouhví, se odlišoval od „obyčejných občanů“ (většinou Hanů, největší čínské etnické skupiny) tím, že nosil jiné oblečení. Tito lidé nosili Changpao (Čchang-pchao) 长袍 neboli „dlouhé šaty“ pro muže a Qipao 旗袍 pro ženy. Tyto Qipaa však vypadaly velmi odlišně od toho, co známe dnes. Byly volné, plně zakrývaly ruce a nohy a mohly být docela těžké s mnoha vrstvami.

### Pád Mandžuska
Dynastie Qing (Čching) skončila v roce 1912. Poté přišla Čínská republika a spolu s ní i zlepšení vzdělání pro ženy. Studentky se zbavily „těžkých šatů“ a začaly nosit upravenou verzi, často zahrnující široké kalhoty.

### Vzestup nekonvenční mladé ženy
Ve dvacátých letech 20. století byly dlouhé šaty opět v módě (zřejmě ovlivněno západním stylem) a objevila se ještě další zeštíhlená verze původního Qipaa. Když byly punčochy představeny v Šanghaji ve 30. letech, věci se znovu změnily. Ve dvacátých a třicátých letech se Šanghaj stala ohniskem módy a stylu.
Zpočátku ženy nosily Qipao s kalhotami, stejně jako muži Changpaa. Se zaváděcími punčochami a vysokými podpatky však byly kalhoty odstraněny a boční rozparek se prodloužil. Ve stejné době, opět pravděpodobně ovlivněno západním stylem, byly šaty ještě těsnější. Brzy všichni, od slavných zpěváků až po první slavné dámy, nosili Qipaa, což dále zvyšovalo jeho popularitu.

### Čínská kulturní revoluce
Po Čínské kulturní revoluci se Qipao dostalo do nemilosti. Možná bylo vnímáno jako symbol feudálních dob a západního vlivu. A každý, kdo nosil Qipao, byl považován za „kontrarevolučního“. Například v roce 1963, kdy čínský prezident Liu Shaoqi (Liou Šao-čchi) navštívil čtyři sousední země v jižní Asii, měla první dáma Wang Guangmei Cheongsam. Později byla prohlášena vinnou v kulturní revoluci za to, že nosila Cheongsam.

## Moderní užití

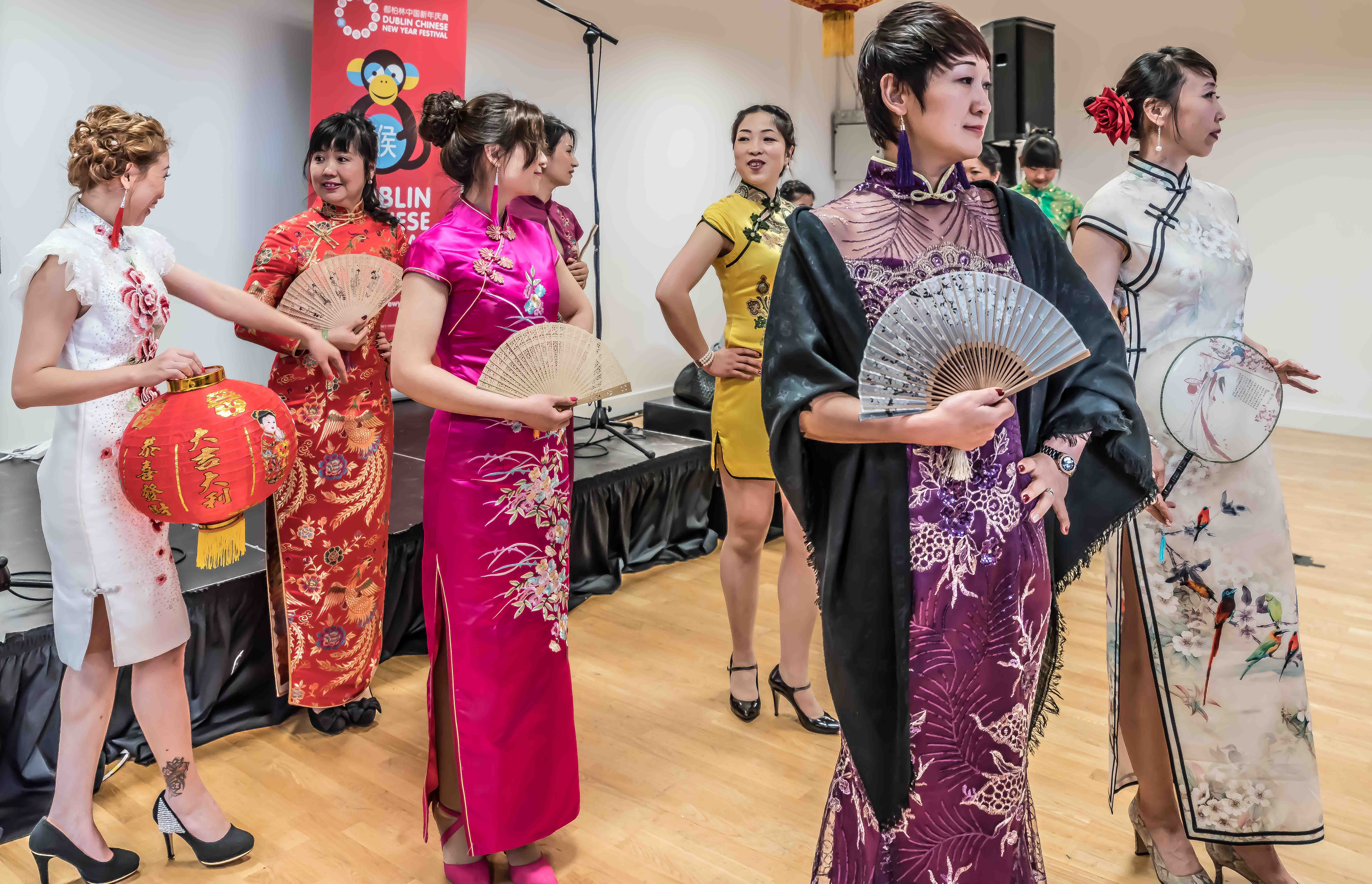
Čínská komunita v Dublinu oslavuje nový rok 2016

Dnes je Qipao příležitostným oblečením. Je to symbol nadčasové krásy. Na rozdíl od mnoha jiných tradičních kostýmů zažilo Qipao mnoho vzestupů i pádů. Nakonec za ta léta prošlo mnohými neuvěřitelnými změnami. Nové Qipao se liší od tradičního „paa“. Vyvinulo se v moderně padnoucí šaty, které spojují čínskou kulturu s mnoha západními prvky. Historie Qipaa jasně dokazuje, že kulturní prvky mohou zůstat nedotčené a zachované po generace.

### Pracoviště
Tyto tradiční šaty jsou využívány jako uniformy na pracovištích či formálních příležitostech. Některé letecké společnosti v Číně a na Tchaj-wanu, například China Airlines a Hainan Airlines, mají uniformy založené na Cheongsamu pro své letušky. Tyto uniformní šaty jsou jednobarevné, lemované těsně nad koleny, s přiléhavým vlněným kabátem stejné barvy jako Cheongsam. Tyto šaty jsou také běžně viděny v soutěžích krásy.  Dnes je Cheongsam využíván na denní bázi i jako uniforma, kdy jej nosí hostesky v restauracích a obsluhující personál v luxusních hotelech.

### Školní uniformy
Několik základních škol a některé střední školy v Hongkongu, zejména starší školy zřízené křesťanskými misionáři používají prostý lemovaný, nebesky modrý bavlněný, nebo tmavomodrý samet (na zimu) s kovovým školním odznakem jako oficiální uniformu pro jejich studentky. Školy, které používají tento standard, zahrnují například True Light Girls 'College, St. Paul's Co-educational College, Heep Yunn School, St. Stephen's Girls' College, Ying Wa Girls 'School. Tyto Cheongsamy jsou obvykle rovné, bez tvarování pasu a lem Cheongsamu musí dosáhnout do poloviny stehna. Cheongsam přiléhá těsně ke krku a tuhý límec je uzavřený, navzdory tropickému vlhkému a horkému počasí. Ačkoli mají sukně krátké rozparky, jsou příliš úzké, aby studentkám umožnily chodit v dlouhých krocích. Švy nad štěrbinami se při chůzi často rozdělují a jsou opakovaně šité. Spodní část sukně je z bílé bavlny, lemovaná o něco kratší než Cheongsam, po stranách má rozparky, i když jsou hlubší.

### Sváteční období
V neposlední řadě jsou Cheongsamy oblíbenou volbou oblečení na sváteční období, jako je například Čínský Nový rok, nebo svatby. V zemích s významnou čínskou populací, jako je Malajsie, Singapur, Hongkong a Tchaj-wan, je běžné, že ženy mají při přípravě na Nový rok nové Cheongsamy šité na míru. Tyto šaty jsou také oblíbenou volbou oblečení pro starší ženy při formálních příležitostech nebo rodinných setkáních. Luxusnější módní značky, jako je Shanghai Tang, se specializují na moderní verze Cheongsamu jako příležitostné oblečení. Cheongsam styly se také vyvinuly tak, aby byly modernější, od siluet mořských panen po polotradiční styly, které se vyznačují topem s jemnějšími detaily, jako je krajka, a volnější sukní.